# Терма (будизъм)
Вижте пояснителната страница за други значения на Терма.
Терма (тибетски: གཏེར་མ་, Уайли: тер ма; „скрито съкровище“) са жизненоважни учения в тибетския будизъм и Бон, които първоначално са били скрити от различни адепти като Падмасамбхава и неговите съпруги през 8 в., за да бъдат открити в по-благоприятни времена от други адепти, известни като тертони. Когато откриват, реализират и след това преподават тези учения, тертоните продължават традицията на последователни открития в будизма. Повечето терма учения са тантрични по природа, въпреки че има и забележими изключения.

## Традицията терма
Терма може да е материален обект като текст или ритуален инструмент, който е изгорен на земята, скрит в скала или кристал, скрит в билка, дърво, скрит в езеро (или вода) или скрит в небето (в пространството). Въпреки че буквалния превод на терма е „скрито съкровище“ и обектите са скрити, ученията терма трябва да се разбират като „скрити в ума на учителя“, които се намират в мисловния поток на тертона. Ако терма е обект или текст, то те са написани на езика на дакините:
| „ | ...терма не винаги стават веднага публично достояние. Условията може да не са подходящи; хората може да не са готови за тях; и по-нататъчни инструкции може да са необходими за по-ясното разкриване на тяхното значение. Често самият тертон трябва да ги практикува много години. | “ |